# دیگو آلمیدا
دیگو آلمیدا (انگلیسی: Diego Almeida؛ زادهٔ ۱۲ فوریهٔ ۲۰۰۴) بازیکن فوتبال حرفه‌ای اکوادوری است که در حال حاضر به عنوان مدافع برای تیم جوانان بارسلونا A بازی می‌کند.

## دوران حرفه‌ای
آلمیدا در سال ۲۰۱۸ با انجام دو بازی به تیم ملی زیر ۱۵ سال اکوادور، کشور مادریش دعوت شد. پس از آن، او به عنوان نماینده کشور محل تولد خود، اسپانیا، از سطح زیر ۱۵ سال به زیر ۱۸ سال رفت.
وی همچنین در تیم‌های ملی فوتبال اکوادور زیر ۱۵ سال اسپانیا، زیر ۱۶ سال اسپانیا، زیر ۱۷ سال اسپانیا، زیر ۱۸ سال اسپانیا، و اکوادور بازی کرده‌است.